# Charles L. Parsons
Charles Lathrop Parsons (* 23. März 1867 in New Marlboro, Massachusetts; † 13. Februar 1954 in Pocasset, Massachusetts) war ein US-amerikanischer Chemiker. Er war Professor an der University of New Hampshire und Chemiker und Mineraloge am Bureau of Mines. 
Parsons studierte an der Cornell University mit dem Bachelor-Abschluss 1888. Er lehrte an der University of New Hampshire, bis er 1911 Chefmineraloge beim Bureau of Mines wurde. Im Ersten Weltkrieg wurde er 1917 nach Europa geschickt, um die Herstellung von Nitraten (wichtig für Dünger und Sprengstoff) zu studieren, da in den USA keine natürlichen Vorkommen vorhanden waren. Auf seine Empfehlung wurden vier Fabriken gebaut, die aber erst nach Ende des Krieges die Produktion aufnahmen. Er war auch für die Auswahl der Chemiker verantwortlich, die vom Wehrdienst befreit wurden. 1919 verließ er das Bureau of Mines.
Er befasste sich mit Analyse von Mineralien und Erzen, radioaktiven Substanzen und ist vor allem für seine Arbeiten über Beryllium bekannt.
1932 erhielt er die Priestley-Medaille.
Der Charles Lathrop Parsons Award der American Chemical Society (ACS) ist nach ihm benannt. Er wird verliehen an Mitglieder der ACS für Verdienste um die Chemie in der Öffentlichkeit. 
Ab 1907 war Parsons in Halbzeit Sekretär der ACS, was er bis 1946 blieb.

## Schriften
- mit Alfred Josef Moses: Mineralogy, crystallography and blow-pipe analysis from a practical standpoint, 1895, Van Nostrand 1920
- Notes on mineral wastes, Washington D.C. 1912
- Berylium, its chemistry and literature, Easton: The Chemical Publishing Company 1909, Archive